# Fljótsdalshérað
Fljótsdalshérað è un comune islandese di 3 401 abitanti della regione islandese dell'Austurland. Con 8884 km² di superficie è il comune islandese con la maggior estensione territoriale.